# Jon Hassell

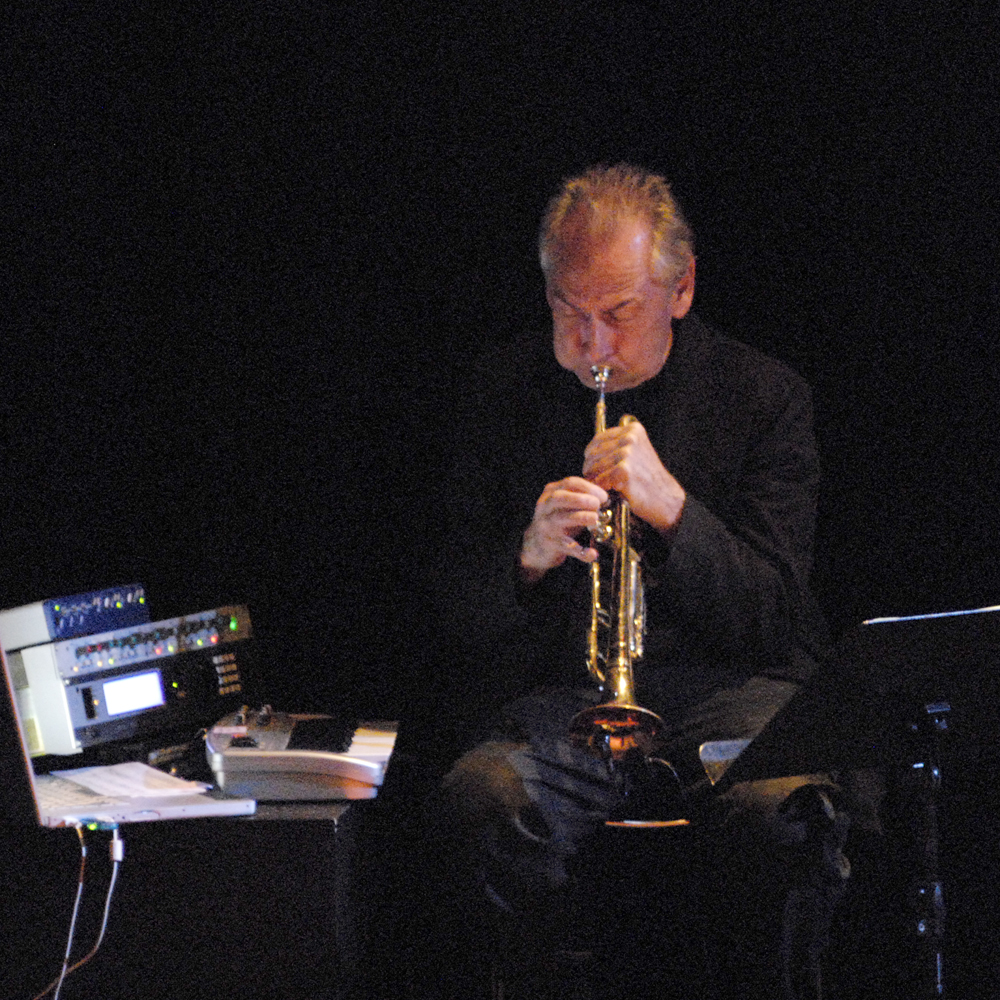
Jon Hassell in Stockholm (2009)

Jon Hassell (* 22. März 1937 in Memphis (Tennessee); † 26. Juni 2021) war ein US-amerikanischer Trompeter und Komponist der Fusionmusik. Er war für seinen Einfluss auf die Weltmusikszene und seine akustischen und elektronischen Veränderungen des Trompetenklangs bekannt.

## Leben und Wirken
Nach einer Kindheit in Memphis, Interesse für Cool Jazz und einer klassischen Ausbildung auf der Eastman School of Music und an der Catholic University studierte Hassell in Köln bei Karlheinz Stockhausen. Er kehrte 1967 in die USA zurück, wo er Terry Riley traf und an dessen Erstaufnahme von In C beteiligt war. Während seines Promotionsstudiums in Buffalo war er mit Katrina Krimsky verheiratet und Mitglied des Dream House-Ensembles von La Monte Young. In der New Yorker Minimalisten-Szene wurde er über Pandit Pran Nath bekannt, bei dem er ab 1972 Unterricht nahm. Dessen klassisch indischer Gesangsunterricht eröffnete ihm Möglichkeiten zu einem neuartigen Trompetenspiel: Die sprachähnlich modulierten Luftströme, die Jon Hassell durch sein Instrument fließen lässt, führen zum Entstehen von scheinbar „undefinierten“ (mikrotonalen) Klängen.
Hassell verwendete den Begriff „Fourth World“, um seinen Musikstil zu fassen: „Mein Ausdruck Fourth World umschreibt ein sinnliches Koordinatensystem, in dem sich für die Balance zwischen uralter Weisheit und neuesten Technologien organische Formen finden lassen.“
Karl Lippegaus beschreibt Hassell als einen der wenigen Fusion-Trompeter, die sich nicht vollständig dem Einfluss von Miles Davis verschrieben, sondern ihren eigenen Sound kreiert haben. Allerdings macht Mark Gilbert in Grove Music Online darauf aufmerksam, dass Hassell Davis im Gebrauch der Elektronik, der Modalharmonien und des Lyrizismus sehr ähnlich ist. Trompeter wie Arve Henriksen und Nils Petter Molvær wurden von Hassells Musikstil beeinflusst, der Zeiten und Räume relativiert.
Musiker wie Brian Eno, Peter Gabriel oder David Sylvian entdeckten nach Spielerfahrungen mit Jon Hassell ihre eigenen Ambient-World-Visionen. Gemeinsam mit Pete Scaturro hat Hassell die Titelmusik für die Fernsehserie Practice – Die Anwälte geschrieben. Für das Kronos Quartet schrieb er das Streichquartett Pano de Costa, das auf deren Album White Man Sleeps veröffentlicht wurde. 1989 spielte er auf dem Soundtrack-Album Passion: Music for The Last Temptation of Christ  von Peter Gabriel zu dem Spielfilm Die letzte Versuchung Christi von Martin Scorsese von 1988.
Am 26. Juni 2021 starb er im Alter von 84 Jahren.

## Diskografie
- 1977 Vernal Equinox (Lovely Music), mit David Rosenboom, Naná Vasconcelos u. a.
- 1978 Earthquake Island (Tomato), mit Miroslav Vitouš, Dom Um Romão u. a.
- 1980 Fourth World, Vol. 1: Possible Musics mit Brian Eno (Editions EG)
- 1981 Fourth World, Vol. 2: Dream Theory in Malaya (Editions EG), mit Brian Eno u. a.
- 1983 Aka / Darbari / Java: Magic Realism (Editions EG)
- 1984 Brilliant Trees, mit David Sylvian
- 1986 Power Spot (ECM), mit Jean-Philippe Rykiel, Richard Horowitz, J. A. Deane, Brian Eno u. a.
- 1987 The Surgeon of the Nightsky Restores Dead Things by the Power of Sound (Intuition), mit Jean-Philippe Rykiel, Richard Horowitz, J. A. Deane, Michael Brook
- 1988 Flash of the Spirit (Intuition), mit Farafina Reissue: Indigo tak:til, 2020
- 1990 City: Works of Fiction (Opal/Warner), mit Adam Rudolph, Gregg Arreguin, Jeff Rona, Daniel Schwartz
- 1994 Dressing for Pleasure (Warner), mit Kenny Garrett, Adam Rudolph, Buckethead u. a.
- 1995 Sulla Strada (Materiali Sonori, 1982), mit Michael Brook u. a.
- 1998 The Vertical Collection (Earshot)
- 1999 Fascinoma (Water Lily Acoustics), mit Ry Cooder, Jacky Terrasson, Ronu Majumdar u. a.
- 2000 Hollow Bamboo mit Ry Cooder und Ronu Majumdar (Bansuri) (Water Lily Acoustics)
- 2005 Magic Realism, Vol. 2: Maarifa Street (NYEN, Label Bleu)
- 2008 Last Night the Moon Came Dropping Its Clothes in the Street (ECM), mit Eivind Aarset, Jan Bang,  Peter Freeman (bass), Helge Norbakken (dr)
- 2014: City: Works of Fiction (Expanded Edition) (2014)
- 2018 Listening to Pictures (Pentimento Volume One) (Ndeya)
- 2020 Seeing Through Sound (Pentimento Volume Two) (Ndeya)